# Historie hypotéz vzniku a vývoje sluneční soustavy

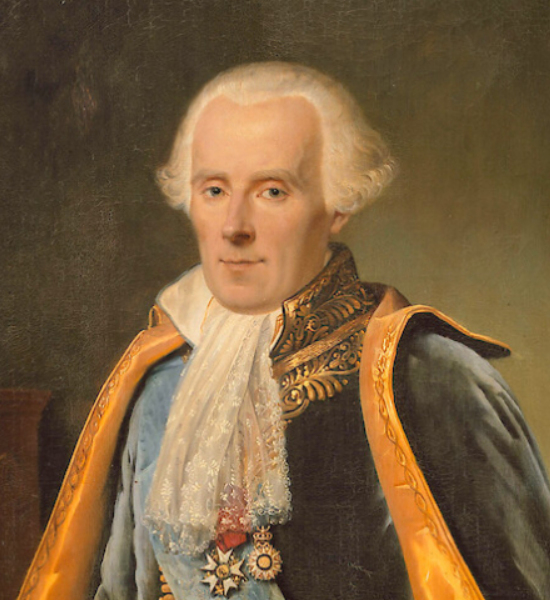
Pierre Simon de Laplace, jeden z autorů mlhovinové hypotézy

Různé myšlenky týkající se původu a osudu světa se objevují již v nejstarších známých spisech, ovšem po většinu lidské historie se žádná z těchto teorií nijak nedotýkala přímo sluneční soustavy. Hlavním důvodem bylo, že sluneční soustava, jak ji chápeme dnes, zpočátku ani nebyla známa a později její existenci stále téměř nikdo nevěřil. Prvním krokem bylo uznání teorie heliocentrismu, což byl model, který umisťoval Slunce do středu celé soustavy a Zemi na jeho oběžnou dráhu. S touto myšlenkou přišel již Aristarchos ze Samu v 3. století př. n. l., ale všeobecného přijetí se jí dostalo až na konci 17. století.

## V současné době uznávané hypotézy

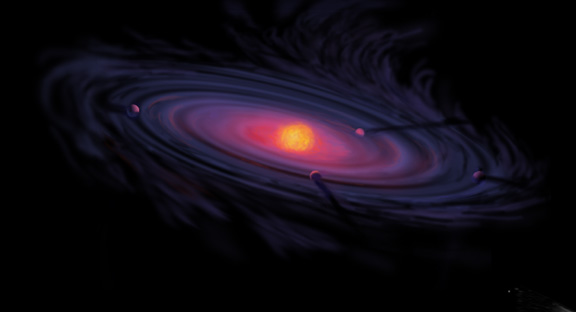
Umělecká představa protoplanetárního disku

Nejrozšířenější teorií o vzniku sluneční soustavy je tzv. mlhovinová hypotéza, podle níž se sluneční soustava zformovala před přibližně 4,6 miliardami let z obrovského, několik světelných let velkého molekulárního mračna, které z nějakého důvodu (snad kvůli výbuchu blízké supernovy) gravitačně zkolabovalo. Výsledkem byl vznik několika hvězd, mezi nimi i Slunce. Plyn, z něhož se vytvořila sluneční soustava, měl jen o málo větší hmotnost, než jakou má dnes samotné Slunce; většina plynu se totiž shromáždila v centru a podílela se na jeho vzniku. Zbývající materiál se zploštil do protoplanetárního disku, v němž se vytvořily planety a další tělesa dnešní sluneční soustavy.
Jak Slunce stárne, tak postupně chladne a nafukuje se, až stane červeným obrem. Poté odvrhne část svých vnějších vrstev, ze kterých se vytvoří planetární mlhovina. Ze zbytku Slunce se stane bílý trpaslík. Některé planety budou v průběhu těchto procesů zničeny, jiné vystřeleny do mezihvězdného prostoru. Některé sice tyto fáze na oběžných drahách kolem Slunce přečkají, nakonec však budou (pokud mezitím nedospěje ke svému zániku celý vesmír) od Slunce v průběhu bilionů let odtrženy míjejícími hvězdami i ony, a sluneční soustava zanikne.

## Hypotézy vzniku sluneční soustavy
Mlhovinová hypotéza byla poprvé formulována již roku 1734 švédským vědcem Emanuelem Swedenborgem. Roku 1755 na něj navázal Immanuel Kant, který označil pozorované mlhoviny za oblasti, v nichž se tvoří nové hvězdy a planety. Francouzský astronom Pierre Simon de Laplace roku 1796 myšlenku dále rozvedl s tím, že mlhovina kolabuje v hvězdu a během tohoto procesu se zbývající materiál shromažďuje do plochého disku, v němž se tvoří planety.
Jinou teorii navrhl roku 1749 francouzský přírodovědec Georges-Louis Leclerc, který se domníval, že planety se vytvořily z materiálu vyvrženého ze Slunce po nárazu komety. Laplace však roku 1796 tento názor zavrhl s tím, že jakékoliv případné takto vytvořené planety by se nakonec srazily se Sluncem. Laplace se domníval, že pozorované téměř kruhové oběžné dráhy planet musí být přímým důsledkem procesu jejich vzniku. Dnes víme, že komety jsou příliš malé na to, aby dokázaly ze Slunce vyvrhnout jakékoliv množství hmoty.

### Alternativní hypotézy ve 20. století
Překážkou širokému přijetí mlhovinové hypotézy byl od počátku problém momentu hybnosti. Pokud by se Slunce i planety zformovaly kolapsem stejné mlhoviny, měly by planety obíhat mnohem pomaleji. Ve skutečnosti však Slunce, jehož hmotnost činí 99,9 % hmotnosti celého systému, má pouze 1 % jeho momentu hybnosti a zbytek připadá na planety a ostatní tělesa.
Pokusy vyřešit tento problém vedly k dočasnému opuštění mlhovinové hypotézy. Po několik desetiletí astronomové upřednostňovali slapovou hypotézu, kterou formuloval roku 1917 anglický astronom James Jeans. Podle něj Slunce někdy v minulosti minula v relativně krátké vzdálenosti jiná hvězda a během toho přiblížení se z obou hvězd jejich vzájemným slapovým působením oddělila malá část hmoty, z níž se později zformovaly planety. Ovšem roku 1929 jiný anglický astronom, Harold Jeffreys, spočítal, že takové těsné přiblížení dvou hvězd je extrémně nepravděpodobné. Námitky vznesl také americký astronom Henry Norris Russell, který ukázal, že teorie má rovněž problém s momentem hybnosti u vnějších planet a že planety vytvořené podobným způsobem by se jen stěží vyhnuly tomu, aby byly Sluncem znovu pohlceny.
Roku 1944 přišel sovětský astronom Otto Šmidt s myšlenkou, že Slunce mohlo projít hustým mezihvězdným mračnem, na jehož druhé straně se vynořilo zahalené v oblaku prachu a plynu, z něhož se později zformovaly planety. Problém momentu hybnosti by byl vyřešen předpokladem, že jeho malá hodnota byla Slunci vlastní už před touto událostí a že planety se nevytvořily současně s ním. Hypotézu však napadl jiný sovětský fyzik Viktor Sergejevič Safronov, který prokázal, že doba potřebná k vytvoření planet tímto způsobem by vysoce překročila věk sluneční soustavy, který v té době již byl znám.
Roku 1960 přišel William McCrea s tzv. teorií protoplanet, podle níž se sice planety vytvořily v kolabující mlhovině současně se Sluncem, ovšem nezávisle na něm, a teprve později byly zachyceny jeho rostoucí gravitací. Tato teorie však nedokázala vysvětlit, proč všechny planety obíhají ve stejném směru, což by bylo v případě samostatného zachycení vysoce nepravděpodobné.
Další, tzv. teorie zachycení, kterou roku 1964 navrhl Michael M. Woolfson, předpokládá, že se tělesa obíhající kolem Slunce vytvořila z materiálu, který Slunce svými slapovými silami vytáhlo z řídké atmosféry v blízkosti procházející protohvězdy. Z toho by však současně vyplývalo, že Slunce a planety mají odlišný věk, ačkoliv podle současných poznatků by měly být přibližně stejné staré.

### Znovuoživení mlhovinové hypotézy

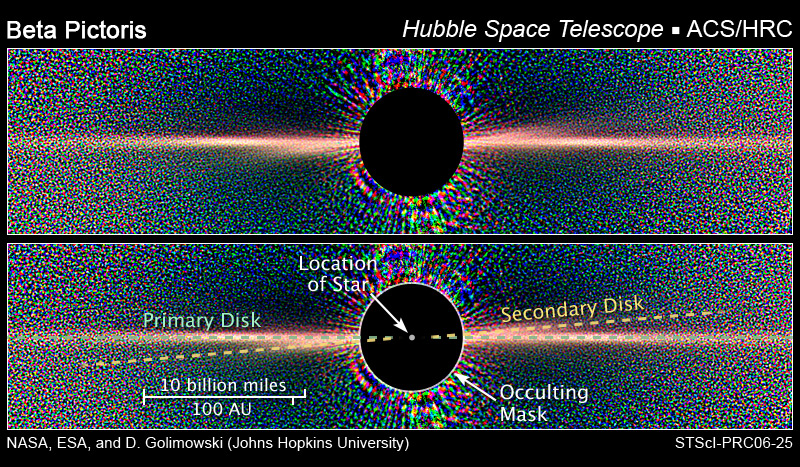
Cirkumstelární disk kolem hvězdy Beta Pictoris na snímku Hubblova vesmírného dalekohledu

Roku 1978 se astronom A. J. R. Prentice pokusil znovu oživit Laplaceův model v tzv. moderní Laplaceově teorii a navrhl, že problém momentu hybnosti by byl vyřešen, pokud by se uvažovalo tření prachových zrn v původním disku, které by zpomalilo rotaci v jeho středu. Prentice také navrhoval, že by mladé Slunce mohlo přenést část svého momentu hybnosti na protoplanetární disk a v něm obsažené planetesimály pomocí nadzvukových výtrysků hmoty, jaké se vyskytují u hvězd typu T Tauri. Tato teorie také předpokládala, že planety by se tvořily v prstencích z prachových zrn kolem Slunce, ovšem tento předpoklad byl zpochybněn s tím, že podobné prstence by se zřejmě rozpadly dříve, než by k zformování planet mohlo dojít.
V současné době široce akceptovaná teorie vzniku planet ze sluneční mlhoviny (anglicky nazývaná Solar Nebular Disk Model – SNDM) má svůj původ v pracích Viktora Sergejeviče Safronova. Jeho kniha Evolucija doplanětnogo oblaka i obrazovanie Zemlji i planět, která byla roku 1972 přeložena i do anglického jazyka, měla velký dopad na odbornou veřejnost a vývoj názorů na vznik planet. V knize byly formulované všechny hlavní problémy procesu tvorby planet a některé z nich autor dokázal i vyřešit. Safronovovy myšlenky ve svých pracích dále rozvíjel zejména George Wetherill, který teorii obohatil o objev tzv. překotné akrece – velmi rychlého procesu spojování planetesimál v protoplanety. Na začátku 80. let 20. století byl tento model podpořen významným astronomickým objevem: z pozorování teleskopem IRAS vyplynulo, že mnoho hvězd, jako například hvězda Beta Pictoris, velmi výrazně září v infračerveném oboru spektra, což bylo vysvětleno přítomností rotujících prachových disků.

## Hypotézy stáří Slunce a sluneční soustavy
První pokusy určit stáří Slunce pochází z 19. století. Astronomové se tehdy snažili nalézt nějaký mechanismus, který by mu dodával jeho energii, a podle tohoto mechanismu určit, jak dlouho již Slunce svítí a ještě svítit bude. Nějakou dobu bylo jako možný způsob uvolňování energie zvažováno hoření. Astronom J. R. Meyer publikoval roku 1848 spis Celestial Dynamics, v němž mimo jiné analyzoval možnost, že by Slunce bylo tvořeno hořícím uhlím, a dospěl k názoru, že takový zdroj by mu vydržel jen pár tisíc let, takže i kdyby Slunce vzniklo před pouhými 5000 lety, jak podle některých teorií vyplývalo z Bible, muselo by už dávno vyhasnout. Hermann Helmholz se zabýval možností vydatnějšího spalování vodíku a kyslíku na vodu, a i on spočetl, že tento mechanismus by Slunci vystačil jen asi na 3000 let. Chemické reakce tedy byly jako zdroj sluneční energie brzy zavrhnuty. J. R. Mayer místo toho navrhl hypotézu, že Slunce svou energii získává z dopadajících meteoroidů. O několik let později dospěl nezávisle na Mayerovi ke stejnému názoru rovněž William Thomson (známější jako lord Kelvin), který dopadajícím meteoroidům připisoval také rotační energii Slunce, kterou by podle jeho odhadů tímto způsobem získalo během 32 tisíc let.
S jinou myšlenkou přišel roku 1854 Hermann von Helmholtz, který vyšel ze závěrů mlhovinové hypotézy a energii vydávanou Sluncem připsal gravitační kontrakci. Během smršťování původní mlhoviny se podle něj její kinetická energie přeměňovala na teplo, a gravitačním smršťováním mělo získávat energii i současné Slunce. Podle Helmholtze by tímto způsobem Slunce mohlo svítit již 22 milionů let a dalších 17 milionů by ještě mělo před sebou. Jeho výpočty se však již v té době dostávaly do rozporu se zjištěními geologů, kteří se pokoušeli určit stáří Země. Mimo jiné se snažili vypočítat doby potřebné na vyhloubení údolí či ukládání mořských a jezerních usazenin, a vyšlo jim nejméně několik set milionů let. Aby celou tuto dobu mohly dané procesy probíhat, bylo by nutné, aby na Zemi existovala voda v tekutém stavu, což zase vyžadovalo přísun tepelné energie ze Slunce. Helmholtzův mechanismus by však zářivý výkon Slunce po tak dlouhou dobu nezajistil.
V roce 1905 zveřejnil Albert Einstein svou speciální teorii relativity, díky níž fyzikové mimo jiné pochopili, že jaderné reakce mohou vést k vytvoření nových prvků a jako vedlejší produkt se uvolňuje energie. Arthur Eddington ve svém pojednání Stars and Atoms z roku 1927 vyjádřil názor, že tlak a teplota uvnitř hvězd jsou dostatečně vysoké na to, aby umožňovaly fúzi vodíkových jader v helium, čímž by se uvolňovalo dostatečně velké množství energie, které by vysvětlovalo zářivý výkon Slunce. Množství vodíku ve Slunci by současně dostatečně prodloužilo i jeho věk. Roku 1935 zašel ještě dále a zveřejnil svou myšlenku, že uvnitř hvězd mohou vznikat i další prvky.